# Friedrich Dolezalek (Physiker)
Friedrich Karsten Dolezalek (* 1941) ist ein deutscher Physiker und Spezialist für Drucktechnologien.

## Leben
Friedrich Dolezalek studierte Physik in Innsbruck, Göttingen und Karlsruhe, wo er sein Studium 1967 mit dem Diplom abschloss. In Dundee und Leicester promovierte er anschließend. 1981 übernahm Dolezalek bei der Fogra die Leitung der damaligen Abteilung Flachdruck, 1998 die Leitung der Abteilung Vorstufentechnik. Bei seiner Pensionierung 2004 war er stellvertretender Institutsleiter und stellvertretender Geschäftsführer der Fogra.
International wirkte Dolezalek zwölf Jahre lang als Chairman des TC 130 der ISO „Graphic Technology“, insbesondere bei der Entwicklung von dessen wichtigster Normenserie ISO 12647 Graphic technology - Process control for the production of half-tone colour separations, proof and production prints.

## Trivia
Neben Heinz Fischer, Volker Rademacher, den Strasilla-Brüdern und Andrea Kuhn war Dolezalek ein Pionier des Gleitschirm-Fliegens in den 1970er Jahren (Stephan Nitsch, Ganz einfach fliegen).
Er erfand beispielsweise die heute allgemein unverzichtbare Versteifung an der Profilnase (Gleitfallschirm Patentschrift) und hat diverse weitere Patente eingereicht.

## Auszeichnungen
- 1997: „Robert-F.-Reed-Technology-Medal“ der GATF

## Schriften (Auswahl)
- The Pressure Dependence of the electronic properties of orthorhombic sulphur and vitreous selenium. Dissertation, Leicester 1969
- Experimental Techniques‘ in: J. Mort and D.M. Pai (eds.) ‘Photoconductivity and Related Phenomena’., Elsevier, Amsterdam, 1976, Chapter 2.
- mit Heinrich Deibig/Walter Klöpffer: Untersuchungen elektrischer Eigenschaften und des Durchschlags an synthetischen Reinstpolyäthylenen, insbesondere die Klärung des Einflusses von definierten Zusätzen und Verunreinigungen auf diese Eigenschaften. ZLDI München 1977
- mit Rainer Pietzsch: Druckformherstellung Offset. Geräte – Arbeitstechniken – Qualitätssicherung. 1998, ISBN 978-3-934938-27-4